# Han-earl Park
Han-earl Park  (박한얼) ist ein südkoreanischer, in den Vereinigten Staaten lebender Improvisationsmusiker (Gitarre).

## Leben und Wirken
Park spielt seit den 1990er-Jahren in der amerikanischen und englischen Improvisationsszene in Ensembles wie Mathilde 253 (mit Charles Hayward und Ian Smith), Eris 136199 (mit Nick Didkovsky und Catherine Sikora) und Numbers mit Richard Barrett; außerdem mit Wadada Leo Smith, Paul Dunmall, Evan Parker, Lol Coxhill, Mark Sanders, Josh Sinton, Louise Dam Eckardt Jensen, Gino Robair, Tim Perkis, Andrew Drury, Pat Thomas, Franziska Schroeder, Kato Hideki und Pauline Oliveros. Park ist Konstrukteur des Effektgeräts 0.0.1 beta++ und Initiator des Buchs Metis 9, das Improvisatiions-Taktiken beschreibt. Park unterrichtete von 2006 bis 2011 Improvisation am University College Cork; außerdem gründete und kuratierte er Stet Lab, einen Veranstaltungsort für Improvisationsmusik in Cork. Brian Morton urteilte: “Guitarist Han-earl Park is a musical philosopher…. Expect unexpected things from Park, who is a delightful shapeshifter….”

## Diskographische Hinweise
- Han-earl Park, Paul Dunmall, Mark Sanders, Jamie Smith: Live at the Glucksman Gallery, Cork (Owlhouse Recordings, 2009)
- Paul Dunmall, Han-earl Park: Boolean Transforms (DUNS, 2010)
- Charles Hayward, Han-earl Park, Ian Smith, Lol Coxhill: Mathilde 253 (Slam, 2011)
- Han-earl Park, Bruce Coates, Franziska Schroeder: io 0.0.1 beta+++ (Slam, 2011)
- Han-earl Park, Catherine Sikora, Nick Didkovsky, Josh Sinton: Anomic Aphasia (Slam, 2015)
- Han-earl Park, Mark Sanders, Dominic Lash, Caroline Pugh: Sirene 1009 (busterandfriends, 2017)
- Han-earl Park / Catherine Sikora / Nick Didkovsky: Eris 136199 (2018)
- Han-earl Park / Catherine Sikora / Nick Didkovsky: Eris 136199: Peculiar Velocities (2020)
- Of Life, Recombinant (2021), mit Anne Wellmer
- Han-earl Park / Lara Jones / Pat Thomas: Juno 3 (2023)
- Han-earl Park / Yorgos Dimitriadis / Camila Nebbia: Gonggong 225088 (2024)
- Han-earl Park, Lara Jones & Pat Thomas: Juno 3: Proxemics (2024)